# William Werner
Julius William Werner, född 18 mars 1854 i Köpenhamn, död 10 augusti 1918 i Espergærde, var en dansk ingenjör och entreprenör.
Werner blev 1879 polyteknisk kandidat som maskiningenjör, blev 1880 entreprenör för järnvägsanläggningar, Han ledde byggandet av bland annat banorna Hassing–Thisted, Troldhede–Kolding–Vejen, Grenå–Gjerrild och Ryomgård–Gjerrild. Han ledde senare bland annat byggandet av dubbelspåret på Fyn, Hornbæk–Gillelejebanen och en del av Boulevardbanen i Köpenhamn, vissa i kompanjonskap med Fritz Johannsen och entreprenören Peder Madsen, men de flesta i kompanjonskap med ingenjörerna Jacob Gluud och Søren Winkel. Han var även verksam i Sverige, där han, tillsammans med Gluud, på uppdrag av Louis Fraenckel, ledde byggandet av Malmö–Trelleborgs Järnväg och på uppdrag av Carl Magnus Frick hästspårvägen i Malmö.
År 1897 blev Werner ledamot av styrelsen för Vejle–Give Jernbaneselskab. År 1898 blev han ordförande för Entreprenørforeningen, 1901 ordförande för pensionskassan för medlemmar av Dansk formandsforening samt 1907 medlem av huvudstyrelsen och arbetsutskottet för Dansk arbejdsgiverforening. Han var från 1911, med ett kort avbrott, medlem av Dansk ingeniørforenings styrelse. Han var även ordförande och ledamot i flera bolagsstyrelser. Han fick särskild betydelse för genom att han 1893, då han var entreprenör för Vejle-Give-banan, tog initiativ till inrättandet av Dansk ingeniørforenings skiljenämnder som kom att bli mycket viktiga för att avgöra tekniska mål som var alltför svåra för vanliga domstolar.